# 阿迪杰河畔圣米凯莱
阿迪杰河畔圣米凯莱（義大利語：San Michele all'Adige）是意大利特伦托自治省的一个市镇。总面积5.3平方公里，人口2803人，人口密度528.9人/平方公里（2009年）。ISTAT代码为022167。